# Amt Hürup
Het Amt Hürup is een Amt in de Duitse deelstaat Sleeswijk-Holstein. Het Amt ligt in de streek Angeln in de Landkreis Schleswig-Flensburg.

## Deelnemende gemeenten
| - Ausacker - Freienwill - Großsolt - Hürup | - Husby - Maasbüll - Tastrup |